# دانيال أش
دانيال أش (بالإنجليزية: Daniel Ash)‏ هو عازف قيثارة ومغني وكاتب أغاني بريطاني، ولد في 31 يوليو 1957 في نورثامبتون في المملكة المتحدة.

## وصلات خارجية
- دانيال أش على موقع IMDb (الإنجليزية)
- دانيال أش على موقع ميوزك برينز (الإنجليزية)
- دانيال أش على موقع أول موفي (الإنجليزية)
- دانيال أش على موقع أول ميوزيك (الإنجليزية)
- دانيال أش على موقع ديسكوغز (الإنجليزية)
- دانيال أش على موقع قاعدة بيانات الفيلم (الإنجليزية)
- دانيال أش على موقع كينوبويسك (الروسية)